# Kafanchan
Kafanchan este un oraș în statul Kaduna, Nigeria. Este nod feroviar.